# Ostrów Północny
Ostrów Północny – wieś w Polsce położona w województwie podlaskim, w powiecie sokólskim, w gminie Szudziałowo.

## Opis
W latach 1975–1998 miejscowość administracyjnie należała do województwa białostockiego.
We wsi znajduje się parafialna cerkiew prawosławna pod wezwaniem Zaśnięcia Przenajświętszej Bogurodzicy, oraz cmentarz prawosławny o powierzchni 3 ha założony w XIX wieku. Natomiast wierni kościoła rzymskokatolickiego należą do parafii św. Wincentego Ferreriusza i św. Bartłomieja Apostoła w Szudziałowie.
W 2021 roku wieś zamieszkiwało 112 osób.
Przez miejscowość przebiega droga wojewódzka nr 676.

## Nazwa miejscowości
Oficjalna nazwa: Ostrów Północny, dop. Ostrowu Północnego, przym. ostrowski. Nazwa potoczna: Paunocznaja Wostrawo, dop. Paunocznaho Wostrawa, przym. astrauski (głoski akcentowane podkreślono). Mapa z 1911 r. także odnotowuje nazwę w rodzaju nijakim: Ostrowo, ale bez przymiotników. W roku 1921 miejscowość zamieszkiwało 25 katolików i 206 prawosławnych, co urzędowo odnotowano jako 37 Polaków oraz 197 Białorusinów. (Obecnie trudno liczyć na wiarygodne statystyki). Taka dwujęzyczność, nadal trwająca, była w 2023 r. podstawą inicjatywy ustawienia tablicy z podwójną nazwą miejscowości Ostrów Północny - Wostrawo (obie nazwy w alfabecie łacińskim). Miało to nastąpić bez kosztów dla gminy (na podstawie ustawy o mniejszościach) oraz z dotacją na jej rzecz w kwocie 60 tys. zł. Mimo nadal znacznego zadłużenia gminy (w 2011 r. była na skraju bankructwa) oraz pomimo wstępnego zainteresowania i pozytywnej opinii wójta inicjatywa jak dotąd nie uzyskała dalszego biegu. Ponieważ proponowano wówczas w sumie 3 nazwy w gminie, tj. jeszcze Wierzchlesie - Wiarchles  i Ostrówek - Astrowak (co  opiewałoby na kolejne 120 tys. zł bezzwrotnej dotacji), dotychczasowy brak dalszego ciągu w tej sprawie w tak trudnej sytuacji finansowej gminy niewątpliwie świadczy o tym, że dla samorządu brak oficjalnej (dla każdego widocznej w postaci drogowskazu, przez co dla niektórych zapewne "zbyt ostentacyjnej") dwujęzyczności, dwukulturowości w gminie jest wartością znacznie większą (inaczej mówiąc: zapewnia znacznie większy niematerialny komfort życia) niż pieniądze i powiększenie turystycznej atrakcyjności gminy (a zatem i związane z tym zwiększenie przepływów "biznesowych", na co najwyraźniej władze nie liczą). To niezwykle ciekawe w kontekście socjologicznego profilu gminy.
W związku ze spodziewaną zmianą władz gminy w wyniku wyborów, w dn.15.04.2024 wpłynął do rady gminy kolejny, bardziej formalny, wniosek ws. ustanowienia ww. 3 nazw podwójnych w gm. Szudziałowo. We wniosku podnoszono, iż zgodnie z ustawą o mniejszościach narodowych i etnicznych, możliwe jest ustalenie na wniosek władz gminy (więc niekoniecznie z inicjatywy mieszkańców) nazw dwujęzycznych tylko w niektórych miejscowościach (jeżeli w całej gminie spis powszechny nie wykazał minimum 20% obywateli należących do mniejszości narodowej). (Choć w 1921 r. - oficjalnie - Polacy stanowili 65%, zaś katolicy 45% mieszkańców gminy). Nazwy zaś według ustawy mają być zgodne z zasadami pisowni danego języka, co nie wyklucza alfabetu łacińskiego (jest on - niezgodnie z wielowiekową tradycją - zabroniony tylko w Białorusi,  jego zaś zastosowanie tutaj miało jedynie ułatwić akceptację projektu). Ponadto we wniosku wyrażono pogląd, iż wynik konsultacji społecznych w praktyce zależy od wstępnego pozytywnego nastawienia władz gminy do wniosku, gdyż ludzie lubią pomagać swojej lokalnej władzy. Nie wiadomo, czy takie wstępnie pozytywne nastawienie było ani czy prezentowano je podczas konsultacji; nie wiadomo też, ile osób konsultacje objęły, gdyż ustawa nie wymaga ich dokładnego udokumentowania, a jedynie omówienia. W każdym razie uchwałą z dn.21.05.2024 rada gminy, powołując się m.in. na wynik konsultacji społecznych (na jedyną istotną - choć mimo to niewymagającą żadnego szczególnego udokumentowania - przeszkodę), odrzuciła wniosek wraz z darowizną na ten cel w wysokości 180 tys. zł. (W rzeczywistości nie na ten cel, co raczej powiązaną z ewentualną realizacją wniosku, gdyż koszty wszelkiej - także szkolnej - dwujęzyczności i tak ponosi państwo, nie gmina). Wnioskodawca w liście do gminy skomentował to w mocnych słowach, składając odwołanie.

### Kontekst socjologiczny
Tutejszym Polakom obstawanie przy nazwie jednojęzycznej, polskiej, przychodzi łatwo, „spontanicznie" (jak to zwykle przy obronie status quo, zatem stanu "oczywistego, normalnego, domyślnego"). Natomiast niewystarczająca - jak widać - aktywność Białorusinów w ich dążeniu do emancypacji jest jedynie „rozsądnym” dostosowaniem wynikającym z przewidywania nieuchronnej porażki (dla nich, inaczej niż tradycyjnie u Polaków: tylko udany emancypacyjny „bunt” miałby sens). Nazwa jednojęzyczna, dla reszty Polski typowa, tutaj potwierdza wyjątkowy, uprzywilejowany status jednej, polskiej, grupy etnicznej; i choć status ten przynależy już nie jednej osobie (jak niegdyś panu we dworze, lecz „rozmywa się” na kilkaset osób w gminie), to – jak zauważa socjolog prof. Zygmunt Bauman – o dziwo nadal jest on dla tej grupy cenny, wart obrony (tutaj konkretnie: cenniejszy niż 180 tys. zł dotacji); nawet jeśli jego wartość będzie niska, z powodu ogólnego, a nie jednostkowego charakteru owego statusu, uprzywilejowania. Miejscowy pisarz (z sąsiednich Krynek) ujmuje to krótko i oczywiście bardziej literacko: Bez pana nie ma Polaka. (Czyli także bez bycia wyjątkowym, uprzywilejowanym). Swoje dokłada tu niska świadomość historyczna: na ogół nikt nie wie, że obszar gminy przed rozbiorami Rzeczypospolitej Obojga Narodów wchodził w skład Wielkiego Księstwa Litewskiego, w którym przeważali Białorusini i stąd język starobiałoruski był tam (w administracji jedynym) językiem urzędowym niemal do roku 1700 (choć używano także alfabetu łacińskiego); kultura białoruska nie jest więc tu żadną smutną spuścizną po niesławnym okresie zaboru rosyjskiego, wraz z językiem prostym, którym posługują się jeszcze dotąd starzy mieszkańcy, nawet młodzież. Wypada tu dodać, że zgodnie z zasadami przemocy symbolicznej każda nierównoprawność jest rzekomo „sprawiedliwa, naturalna, oczywista” i oficjalnie ma miejsce także „dla dobra, spokoju, przewidywalnej, stabilnej przyszłości” samych podporządkowanych; wszak nawet podporządkowania znacznie bardziej drastyczne (jak niewolnictwo ludzi o określonym kolorze) miały swoje obszerne i w swoim czasie z całą powagą traktowane uzasadnienia (np. czarny ciężko pracuje, ale "otrzymuje dar prawdziwej wiary", rzecz bezcenną; zresztą i tak "jest rasowo gorszy", więc takie i jego "naturalne" miejsce w społeczeństwie); takie uzasadnienia zresztą były wówczas bardzo ważne, gdyż każda władza, każde podporządkowanie, każdy jakoby „naturalny” porządek tylko incydentalnie i głównie na początku opiera się wprost na użyciu siły, środków przymusu. Tymczasem kwestia (zaledwie paru z kilkudziesięciu w gminie) "pilotażowych" nazw dwujęzycznych wpisuje się w rozważania, jak ożywić, "zrewitalizować" region poprzez jakiś nowy impuls, jakąś nową ideę dla miasteczek, która sprawi, że gmina, "zaklasyfikowana" od dawna jako mało ciekawa, przyciągnie turystów, a i samym mieszkańcom umożliwi nowe spojrzenie i docenienie siebie samych. Niestety, wielokulturowość często jest jak zdrowie, tzn. "moda" na nią (powszechniejsza dla niej przychylność) przychodzi dopiero z jej zniknięciem; dlatego paradoksalnie dopóki ta dwukulturowość tutaj trwa (w sposób oficjalnie nieeksponowany, ale jednak), uwidacznianie jej na drogowskazach napotyka na (mentalne) trudności. Znakomitym przykładem takiego paradoksu jest "pogrobowy" łódzki Festiwal Dialogu Czterech Kultur.